# Dynamo Douala
Der Dynamo Club de Douala, auch einfach nur Dynamo Douala genannt, ist ein kamerunischer Fußballverein aus Douala. Aktuell spielt der Verein in der ersten Liga.

## Erfolge
- Kamerunischer Pokalsieger: 1979, 1981, 1998
- Kamerunischer Zweitligavizemeister: 2022/23  ▲

## Stadion

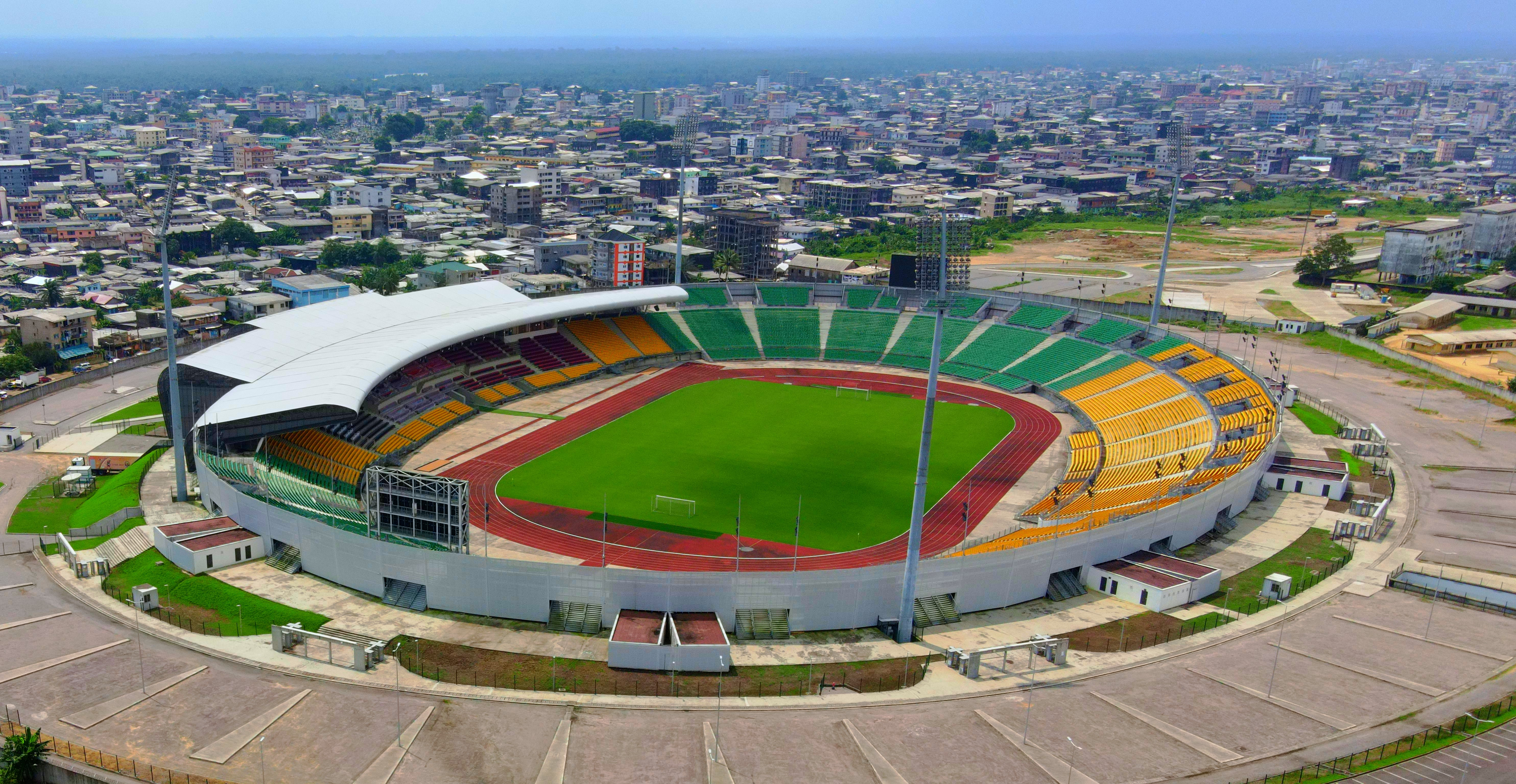
Stade de la Réunification

Der Verein trägt seine Heimspiele im Stade de la Réunification in Douala aus. Das Stadion hat ein Fassungsvermögen von 30.000 Personen.